# NGC 446
NGC 446 este o galaxie lenticulară situată în constelația Peștii. A fost descoperită în 23 octombrie 1864 de către Albert Marth și în 20 august 1892 de către Stéphane Javelle.